# Eric Gale
Eric Gale (20. září 1938 – 25. května 1994) byl americký jazzový kytarista. Na kytaru začal hrát ve svých dvanácti letech. V sedmdesátých letech hrál v kapele Stuff a vydal i několik alb jako leader, ale většinu své kariéry strávil jako studiový hudebník. Hrál na albech řady rozličných hudebníků, jaký byli například Van Morrison, Diana Rossová, Herbie Mann, Paul Simon, Billy Joel, Yusef Lateef nebo Joe Cocker. Zemřel na rakovinu plic ve svých pětapadesáti letech.